# فرهنگ در شیراز

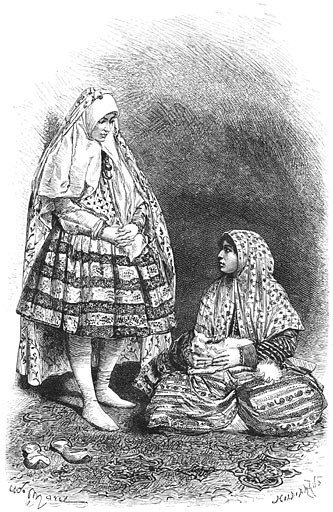
دو زن شیرازی در سال ۱۲۶۰ خورشیدی.

فرهنگ در شیراز نقش ویژه‌ای در فرهنگ ایران دارد و به عنوان یکی از «پایتخت‌های فرهنگی ایران» محسوب می‌شود.
در جهان پیشینه ایرانیان را به پرسپولیس (پاسارگاد) و ایرانیان را پارس می‌دانند که خود گواه نقش منطقه پارس با مرکزیت شیراز دارد.
شاعران بسیاری از این شهر برخاسته‌اند. از میان آن‌ها سعدی و حافظ شهرت جهانی پیدا کرده‌اند. آرامگاه این دو شاعر همواره پذیرای جهانگردان بسیاری از سراسر جهان می‌باشد. از دیگر شاعران معروف شیرازی می‌توان به اهلی شیرازی، شوریده شیرازی، قاآنی شیرازی و وصال شیرازی اشاره نمود، و از شاعران معاصر آن می‌توان از مهدی حمیدی شیرازی که حافظ معاصر نام داشت و بیژن سمندر ترانه‌سرا و بنیان‌گذار شعر با گویش شیراز نام برد.
شیراز به شهر شعر، شراب، باغ و گل و بلبل معروف است. باغ در فرهنگ ایرانیان از جایگاه ویژه‌ای برخوردار است و شیراز از قدیم به داشتن باغ‌های بسیار و زیبا مشهور بوده است. شیراز از دوران باستان باغ‌های انگور فراوانی داشته و همین باعث شهرت جهانی شراب شیراز در دنیا شده است. امروزه بیش‌تر باغ‌های این شهر در شمال غرب آن و در مناطق قصردشت، کشن، چمران و معالی‌آباد واقع شده‌اند. تعدادی از باغ‌های شیراز از لحاظ تاریخی بسیار حایز اهمیت هستند و به‌عنوان مراکز مهم گردشگری به‌شمار می‌آیند. از معروف‌ترین این باغ‌ها می‌توان به باغ ارم، باغ عفیف‌آباد، باغ دلگشا و باغ جهان‌نما اشاره نمود.

## تاریخچه فرهنگی
- بررسی مراحل تاریخی و تأثیرگذار بر فرهنگ شهر
- دوران‌های طلایی و نقش شیراز در فرهنگ ایران

## ادبیات و شعر
- معرفی شاعران برجسته‌ای مانند حافظ، سعدی و دیگران
- بررسی آثاری که بازتاب دهنده روح و زندگی اجتماعی شیراز هستند

## هنر و معماری
- معماری تاریخی: مساجد، آرامگاه‌ها و بناهای تاریخی
- باغ‌ها و فضاهای سبز: نمونه‌هایی مانند باغ ارم
- هنرهای دستی و صنایع‌دستی بومی

## موسیقی و هنرهای نمایشی
- موسیقی سنتی و محلی
- نمایش‌ها، جشنواره‌ها و رویدادهای هنری

## آداب و رسوم و زندگی اجتماعی
از آنجایی که شیراز دارای محلات و خاندان های بزرگ و کوچک می‌باشد طبیعتاً آداب و رسوم های متنوعی به چشم میخورد به طوری که گاهی اوقات بین دو محله همسایه تفاوت های زیادی از لحاظ اجتماعی و ادبی مشاهده میشود .  
- جشن‌ها و مراسم سنتی مرتبط با مناسبت‌های مختلف

نوروز، یلدا، ماه رمضان، عید قربان، عید غدیرخم، عقد، عروسی و مرگ مراسم خاص خود را دارند. آنها همچنین در مورد زنان باردار نیز عقایدی خاص دارند.

## میراث فرهنگی و گردشگری
- شاهچراغ
- آستانه سید علاءالدین حسین
- مسجد وکیل
- مسجد نو
- حمام وکیل
- ارگ کریم خان
- تخت جمشید
- نفش رستم
- کاخ اردشیر بابکان
- گهواره دید
- نارنجستان قوام
- سرای مشیر
- خانه شاپوری
- خانه قوام
- سرای فیل
- خانه زینت الملک
- مسجد نصیرالملک
- مسجد مشیرالملک
- مسجد سپهسالار
- حافظیه
- سعدیه
- باغ ارم
- باغ جهان‌نما
- باغ دلگشا
- باغ ملی
- باغ عفیف آباد
- باغ جنت
- نقش گردشگری در ترویج و حفظ فرهنگ شیراز

## تحولات معاصر و چالش‌های فرهنگی
- تأثیر مدرنیته و جهانی‌شدن بر فرهنگ بومی
- ابتکارات و پروژه‌های فرهنگی در جهت حفظ هویت محلی